# Nuovo Partito Democratico

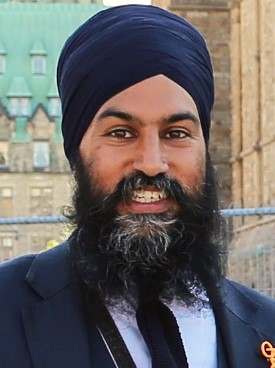
Jagmeet Singh, leader dal 2017 al 2025

Il Nuovo Partito Democratico (in inglese New Democratic Party - NDP; in francese Nouveau Parti Démocratique - NPD) è un partito politico canadese di orientamento socialdemocratico.
Fondato nel 1961 come successore della Federazione del Commonwealth Cooperativo alla guida di Tommy Douglas, agli inizi il partito era diviso tra le correnti socialiste democratiche e quelle socialdemocratiche. In seguito la socialdemocrazia è diventata la corrente maggioritaria, spostando il partito verso il centro.
Sostenitore dello stato sociale e in particolare della sanità pubblica, non essendo mai stato il primo partito non ha mai guidato un governo, ma con appoggi esterni in parlamento ha influenzato alcuni governi Liberali verso sinistra.
A livello internazionale il partito si è spostato dall'Internazionale Socialista all'Alleanza Progressista, e supporta il multilateralismo e il pacifismo.

## Storia

### Origini e fondazione
Nel contesto della grande depressione, la Federazione del Commonwealth Cooperativo nacque nel 1932 per dare rappresentanza ai ceti operai e dei piccoli proprietari terrieri, con ispirazioni socialiste. Il manifesto del partito dichiarava come obiettivi un'economia pianificata e centralizzata, un'ampia nazionalizzazione di industrie e servizi e lo sradicamento del capitalismo.

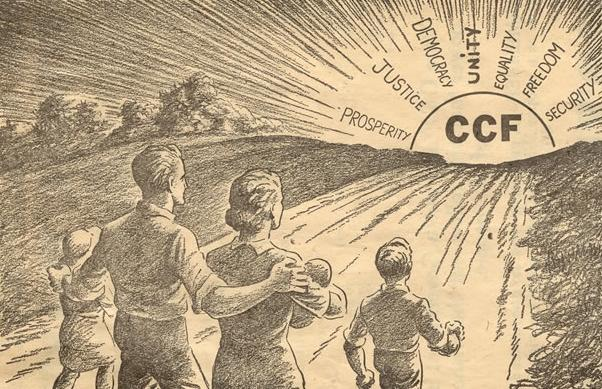
Grafica promozionale del partito, anni '30

La prima base elettorale fu nelle province prevalentemente agricole del Saskatchewan e Manitoba, ma dopo la Seconda Guerra Mondiale divenne un partito di rilevanza nazionale, anche se, a causa del sistema maggioritario adottato in Canada, rimase un partito permanentemente minoritario, dietro al Partito Liberale e al Partito Conservatore Progressista. Il primo successo provinciale fu nel Saskatchewan, dove nel 1944 la CCF formò il primo governo socialista del Nord America con Tommy Douglas. Il governo nazionalizzò diversi servizi tramite la creazione di varie aziende pubbliche e gettò le basi per la creazione di Medicare, il sistema sanitario pubblico canadese.

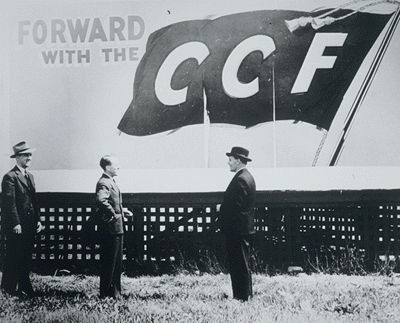
Campagna elettorale della CCF in Saskatchewan nel 1944

Negli anni cinquanta la Federazione si trovò in crisi per la base elettorale in diminuzione e le accuse di comunismo spinte dalla paura rossa statunitense. Si accesero discussioni tra i moderati su possibili revisioni delle posizioni chiave del manifesto, portando il partito a dibattiti su una rielaborazione totale del testo.
Le correnti moderate si scontrarono con quelle più radicali: i temi più discussi furono la nazionalizzazione di industrie e servizi, sulla quale i dirigenti delle varie correnti non riuscirono a concordare una lista specifica, la politica estera in piena guerra fredda e l'avversione al sistema capitalistico. I dibattiti si conclusero nel 1956, quando il partito ufficializzò il nuovo manifesto, influenzato dalle economie miste dell'Europa occidentale e più moderato del precedente. Gli obiettivi di un'economia pianificata e del superamento del capitalismo furono eliminati.
Nonostante una riduzione dei voti minima, l'ampia vittoria dei Conservatori nel 1958 nella maggioranza dei collegi a maggioritario secco ridusse la presenza della CCF in parlamento da 25 seggi a 8. La sconfitta motivò molti membri e dirigenti a cercare cambiamenti più radicali nell'organizzazione del partito.
Nelle analisi dei dirigenti una delle proposte principali fu l'avvicinamento ai sindacati, incentivato dalla recente unificazione della Canadian Labour Congress. In molti sindacati della CLC era già maturato da tempo il bisogno di un «braccio politico» per maggiore rappresentanza e peso nella politica nazionale. Con il movimento comunista perlopiù eliminato e i due principali partiti non interessati a rischiare il supporto delle grandi imprese, CLC e CCF ebbero simili incentivi per rafforzare i rapporti.

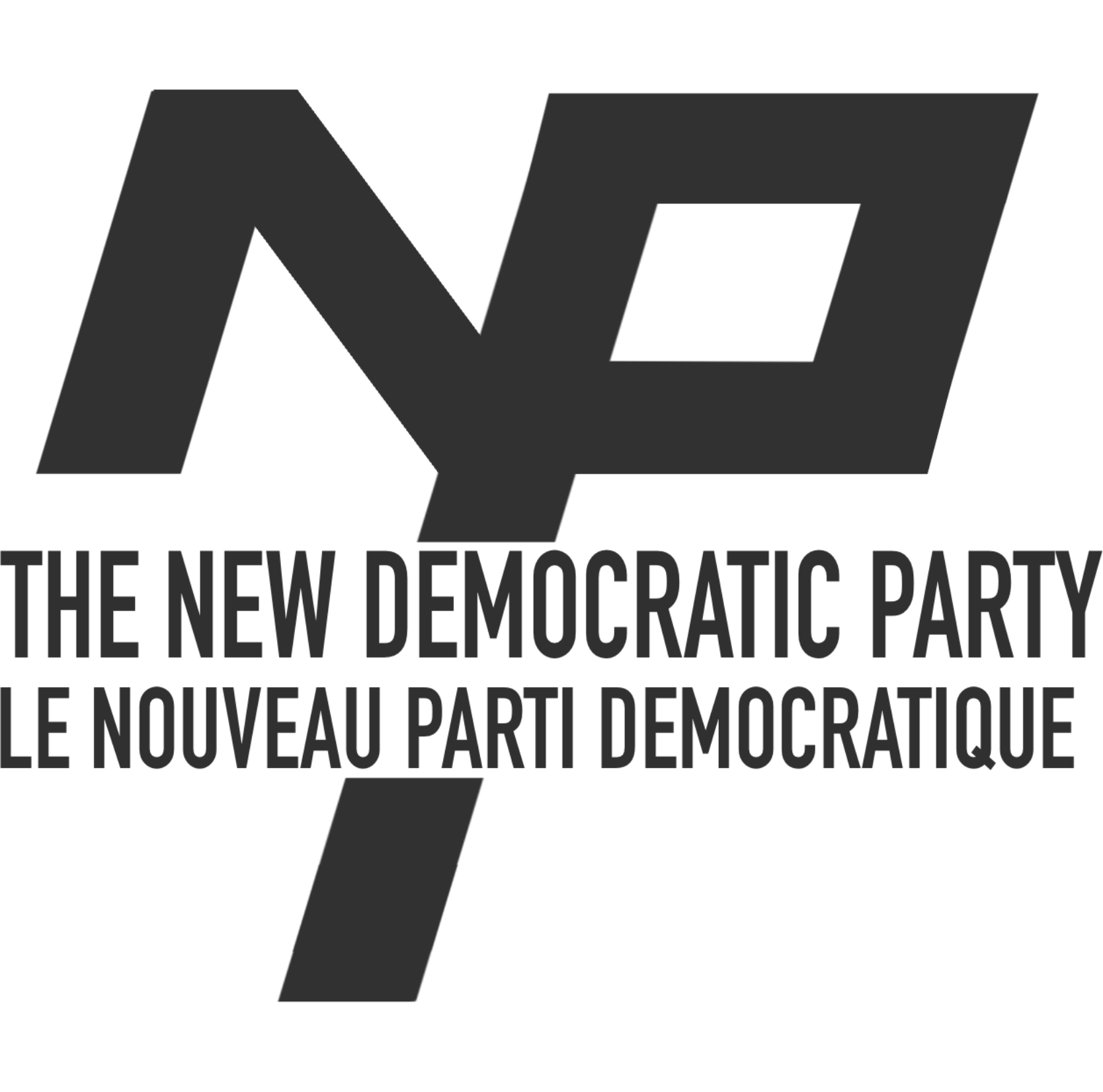
Logo temporaneo dell'NDP al convegno di fondazione

La CCF non fu l'unico partito a subire perdite nel 1958: la vittoria dei conservatori coincise con il crollo del Partito Liberale. I dirigenti CCF considerarono la crisi liberale e l'interesse dei sindacati un'opportunità per trasformare il partito nella principale alternativa ai conservatori nel sistema prevalentemente bipartitico del maggioritario. Nonostante le proteste delle correnti radicali, i movimenti di consensi motivarono la dirigenza CCF a cercare di attirare gli elettori tipicamente liberali moderando le posizioni di sinistra.
Ispirandosi al modello del Partito Laburista britannico, i dirigenti CCF-CLC progettarono la creazione di un nuovo partito. I sindacati offrirono un'ulteriore potenziale base elettorale e fondi per l'operato del soggetto politico, un problema costante per un partito socialista privo del supporto finanziario di aziende. In cambio il nuovo partito avrebbe offerto ai sindacati un ruolo di peso nell'organizzazione interna e maggiore rappresentanza degli interessi laburisti nella politica nazionale.
Il Nuovo Partito Democratico venne costituito nel 1961 inglobando la vecchia CCF, da cui ereditò il manifesto, unitamente a esponenti dei sindacati e del mondo laico-riformista e centrista.

### Tommy Douglas e iniziativa per la sanità pubblica

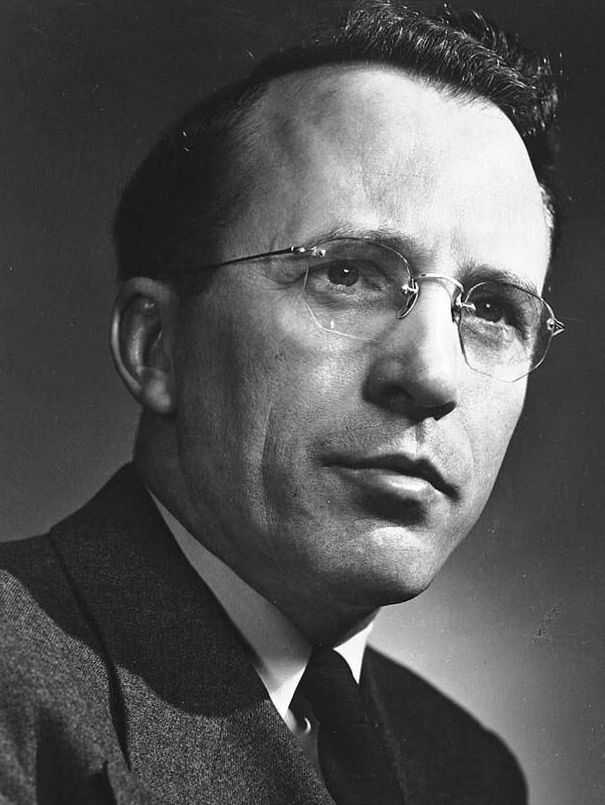
Tommy Douglas, primo leader del partito

Come primo leader del partito nel 1961 viene eletto il socialista Tommy Douglas. All'epoca primo ministro del Saskatchewan, Douglas lasciò la politica provinciale a Woodrow Lloyd, che completò il lavoro del nuovo leader per l'organizzazione del sistema sanitario gratuito, combattuto dai medici in sciopero e dagli altri partiti. Nonostante le opposizioni il sistema sanitario, Medicare, fu fondato.
Dopo pochi anni il sistema sanitario raccolse ampi consensi, e l'opinione pubblica si consolidò a favore dell'espansione al resto del paese. Negli anni '60 il partito supporta il governo di Liberale di Lester Pearson, durante il quale spingono per riforme alle pensioni e la creazione di Medicare a livello nazionale.

### Movimenti provinciali e ideologici
La conclusione degli anni '60 e l'inizio dei '70 furono un periodo movimentato per l'NDP. Il partito ottenne la seconda vittoria provinciale nel 1969 in Manitoba, dove formò il governo con il socialdemocratico Edward Schreyer, e la terza nel 1972 nella Columbia Britannica. L'NDP diventerà l'opposizione principale ai Conservatori nelle province.
In Quèbec il partito si trovò in crisi. La maggior parte del supporto economico ed elettorale proveniva dai quebecchesi anglofoni, in netta minoranza nella provincia prevalentemente francofona. La debolezza nella provincia si esplicitò nelle elezioni provinciali del 1970 con lo 0,15% dei voti. Come tentativo di rinnovamento la sezione si aprì a influenze esterne, e la base partecipante alla sezione si trasformò in una maggioranza francofona di sinistra che, tra autonomisti e separatisti, era vicina all'indipendentismo del Québec.
Durante il rapimento del Ministro Pierre Laporte del 1970 in Québec, la maggior parte del gruppo parlamentare neodemocratico si oppose all'applicazione del War Measures Act, che dichiarava lo stato di emergenza in tempi di guerra e garantiva alla polizia poteri ampiamente estesi e limitazioni alle libertà civili. Nonostante un giudizio posteriore positivo, in retrospettiva la misura fu considerata eccessiva, al tempo la mossa fu fortemente criticata e danneggiò la reputazione del partito, soprattutto in Québec, e accelerò i cambiamenti della sezione provinciale.
Come risposta al progressivo allontanamento dalle idee anticapitaliste della CCF, alla fine degli anni '60 emerse il gruppo Waffle, una fazione di socialisti radicali composta principalmente da vecchi membri della CCF, giovani attivisti e accademici influenzati dalla New Left americana. Il gruppo supportava un livello di nazionalizzazione simile al primo manifesto CCF, maggiore indipendenza economica dagli Stati Uniti, e l'autodeterminazione del Québec, formando un'alleanza con la sezione della provincia. Il gruppo criticava fortemente i Liberali e i socialdemocratici del NDP.
Malgrado i consensi raccolti per le riforme sanitarie, Douglas non riuscì a portare i successi ottenuti nella sua provincia a livello nazionale, e nel 1969 annunciò di voler lasciare la leadership del partito, attivando intensi dibattiti e movimenti interni per l'elezione del successore. Il gruppo Waffle intensificò l'attivismo e i rapporti con la sezione del Québec. Mentre le forze sindacaliste, moderate e con forti legami statunitensi, percepivano i gruppi socialisti e autonomisti come minacce al ruolo dei sindacati all'interno del partito, e crearono uno schieramento anti-socialista comune con i socialdemocratici.
L'elezione del nuovo leader nel 1971 fu caratterizzata dagli accesi dibattiti tra le correnti moderate, di socialdemocratici e sindacalisti, contro le più radicali, il gruppo Waffle e la sezione quebecchese. L'elezione si prolungò per cinque turni. Al quinto venne eletto il socialdemocratico moderato David Lewis, sotto la cui leadership il partito supportò il governo Liberale di Pierre Trudeau.

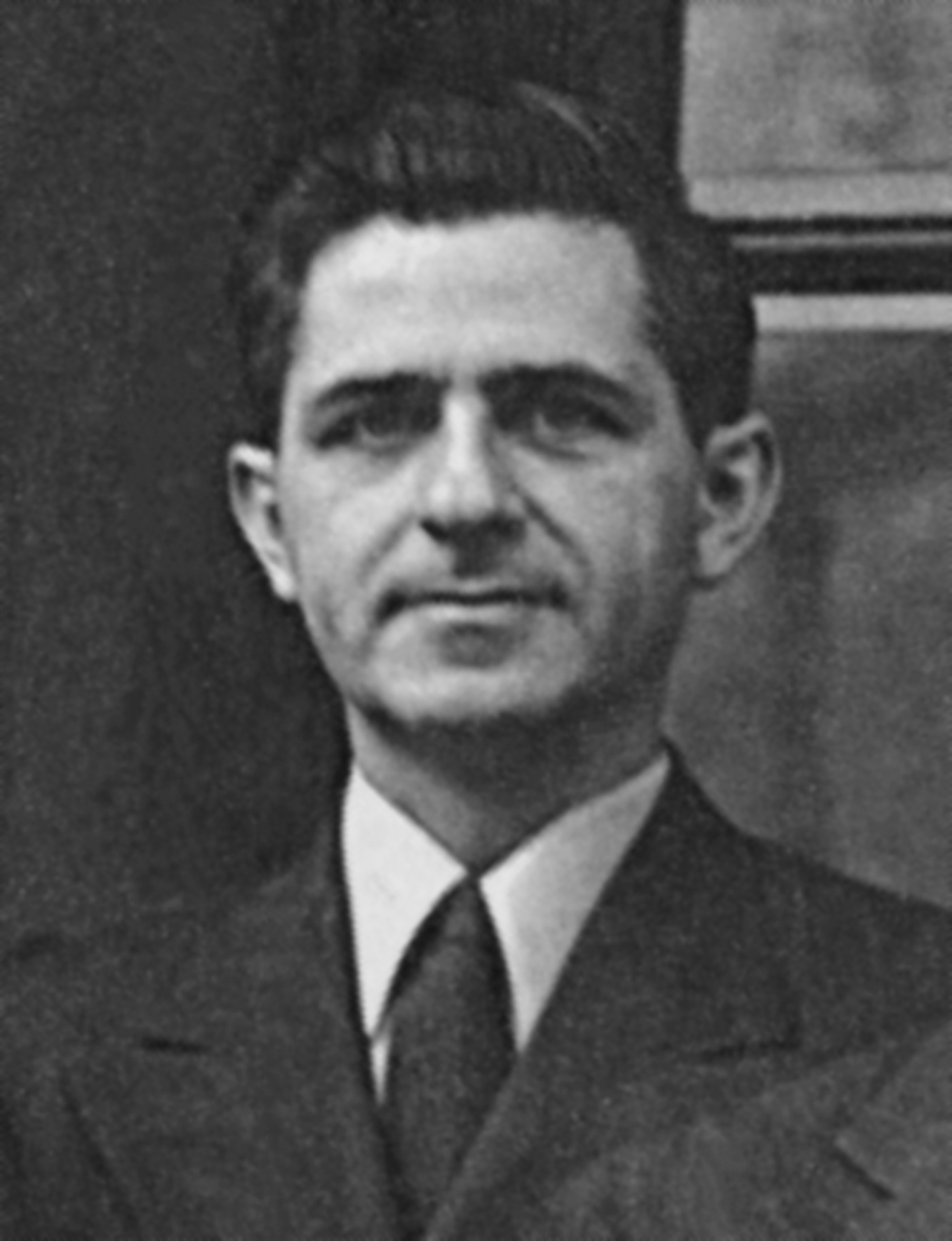
David Lewis, leader dal 1971 al 1975

L'elezione di Lewis segnò la vittoria del fronte moderato, e risultò in un processo di rimodellamento del partito. La sezione del Québec fu riappacificata e riavvicinata alla linea federale con trattative sul riconoscimento come società e provincia più autonoma, isolando i separatisti e avviando la rottura dell'alleanza con l'ala Waffle. Quest'ultima fu giudicata dalla dirigenza del partito come incompatibile con i moderati, e i dirigenti presero misure.
Sotto le pressioni di Lewis e con l'influenza dei sindacati, la maggior parte dei membri Waffle fu costretta, sotto minaccia di espulsione, a scegliere tra abbandonare le idee più radicali o lasciare il partito, e il gruppo fu sciolto. Il partito mantenne una fazione socialista democratica, ma la fine del gruppo Waffle segnò la conclusione del processo, iniziato negli anni '50, di eliminazione delle idee radicalmente anticapitaliste originarie della CCF.
Lewis lasciò nel 1975, dopo la perdita di metà dei seggi del partito nelle elezioni federali dell'anno precedente.

### Anni 80 e 90
Successivamente, fu Ed Broadbent a prendere le redini dell'NDP e a guidarlo a maggiori successi elettorali, arrivando fino ai 43 seggi del 1988. Nel 1989, Broadbent lasciò la leadership del partito ad Audrey McLaughlin, la prima donna nella storia canadese a guidare un partito in Parlamento, che a sua volta fu rimpiazzata da Alexa McDonough, un'altra donna, nel 1995.
Nelle elezioni federali, il NDP ha raccolto un consenso particolarmente elevato tra il 1979 ed il 1988 (tra il 17,8 ed il 20,3% dei voti). Particolarmente disastrose, invece, furono le elezioni del 1993 con il 6,8% dei voti e solo 9 seggi, insuccesso dovuto alla forte affermazione del Partito Liberale del Canada ed alla poco popolare amministrazione neodemocratica provinciale dell'Ontario di Bob Rae, primo e ad oggi unico leader NDP eletto alla premiership della maggiore provincia canadese; anche nelle elezioni successive l'NDP, pur riconquistando seggi, rimase sempre sotto il 10% dei voti.

### 21esimo secolo

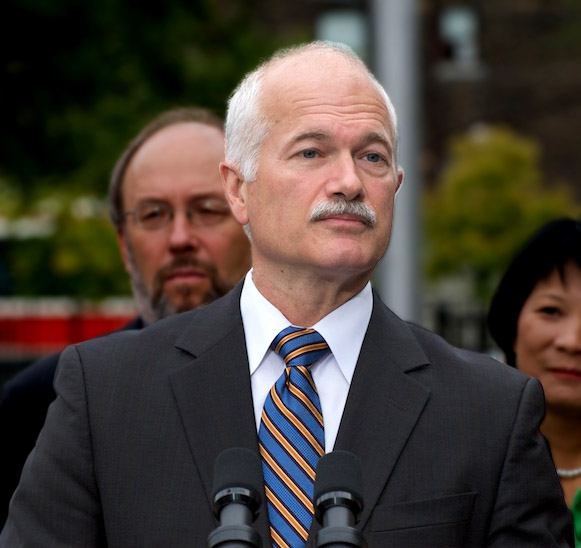
Jack Layton, leader del Nuovo Partito Democratico dal 2003 al 2011

Nel 2003, Jack Layton, all'epoca consigliere comunale di Toronto ma originario del Québec, è stato eletto leader del partito. Layton ha allontanato l'NDP dalle origini socialiste in favore di un centro-sinistra socialdemocratico, e si è avvicinato al federalismo.
Alle elezioni del 2004, del 2006, approfittando, invece, del calo dei Liberali, il NDP ottenne rispettivamente il 15,7% (19 seggi) ed il 17,5% (29 seggi). Alle elezioni del 2008, NDP ha ottenuto il 18,2% e 37 seggi.
Alle politiche del 2011 il NDP si è posto come l'alternativa ai conservatori, scalzando i Liberali ed il Blocco del Québec, anche grazie alla popolarità di Jack Layton, federalista bilingue. NDP è infatti salito al 30% dei consensi ed ha eletto 102 seggi, pari al 33% del totale. NDP ha ottenuto ben 59 nel solo Québec, scalzando il BQ, ridotto a soli 4 seggi. Layton è morto poco dopo le elezioni.
La dirigenza di Tom Mulcair, successore di Layton eletto nel 2012, ha continuato lo spostamento ideologico del partito dalla socialdemocrazia verso il centro. In particolare Mulcair ha guidato la revisione della costituzione del partito che ha rimosso i riferimenti al socialismo. Il partito è crollato alle seguenti elezioni del 2015, in cui ha perso oltre metà dei seggi ed è sceso al terzo posto, perdendo il ruolo di opposizione ufficiale. Nell'anno successivo un voto interno al partito ha concluso la guida di Mulcair, facendo scattare quindi nuove elezioni primarie, poi vinte nel 2017 da Jagmeet Singh.

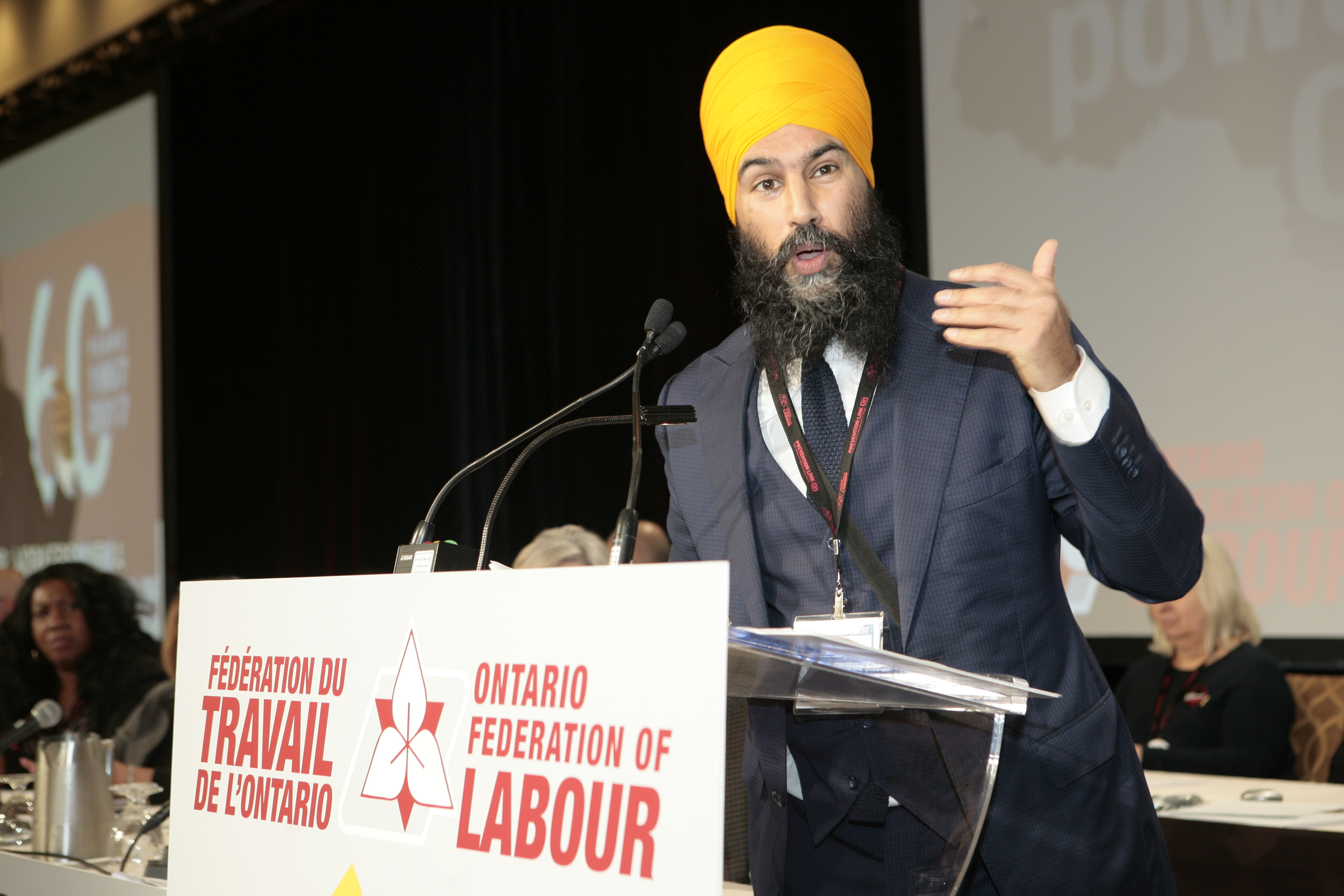
Jagmeet Singh, leader dal 2017 al 2025, ad un convegno sindacale

Alle elezioni del 2019 il partito ha ridotto ulteriormente la compagine parlamentare a 24 seggi, con il 16% dei consensi. In quanto opposizione ha avuto influenza su disegni di legge del governo Liberale di minoranza. Le elezioni del 2021 hanno confermato una sostanziale stabilità del quadro politico nazionale.
Nel 2022 ha ufficializzato l'appoggio esterno fino alle elezioni previste nel 2025. Il partito ha negoziato moderate espansioni dello stato sociale e della sanità pubblica. Nel settembre del 2024 il partito ha terminato l'appoggio esterno, concludendo l'accordo con nove mesi di anticipo, a causa di differenze sulle politiche economiche con l'aumento del costo di vita.
Alle federali del 2025 il partito ha subito il suo peggior risultato nella storia, sia in seggi sia in voto popolare, scendendo sotto il precedente minimo del 1993 e perdendo per la seconda volta la possibilità di formare un gruppo parlamentare. I consensi sono crollati principalmente a favore del Partito Liberale, in un'elezione spiccatamente bipartitica in cui tutti i partiti minori hanno subito perdite. Alla luce dei risultati il leader Singh, che ha perso il suo seggio, ha dichiarato le dimissioni.
In seguito alle elezioni il parlamentare Don Davies è stato scelto come leader temporaneo. Il partito ha annunciato l'indizione di elezioni primarie per la scelta del capopartito, con gli scrutini prefissati per il marzo 2026.

## Ideologia
Il partito segue un orientamento socialdemocratico moderato e progressista.
A livello internazionale il partito, originariamente dell'Internazionale Socialista, si è spostato nell'Alleanza Progressista. Nel conflitto israelo-palestinese è favorevole al riconoscimento dello Stato di Palestina tramite la soluzione dei due Stati.

### Cambiamenti ideologici
Alla fondazione l'NDP era diviso tra socialisti democratici e socialdemocratici. Nonostante lo scioglimento della Federazione del Commonwealth, il partito subì pressioni maccartiste per lo spostamento verso il centro. Nella costituzione del 2011 l'NDP ha rimosso i riferimenti al socialismo generale, pur mantenendo quelli al socialismo democratico, ma il partito è solitamente descritto come aderente alla socialdemocrazia, e a livello internazionale ha lasciato l'Internazionale Socialista per la più moderata Alleanza Progressista.
Originariamente per la centralizzazione, nel 21esimo secolo si è spostato verso il federalismo.

## Base elettorale
L'NDP è storicamente il terzo partito canadese, mediamente tra il 15% e il 20% del voto popolare, ma con il sistema maggioritario secco del Canada rappresenta meno del 10% dei seggi nella camera dei comuni.
Il partito raccoglie la maggior parte dei propri seggi nel Canada occidentale. Nella legislatura 2021-2025 metà dei parlamentari neodemocratici provenivano da circoscrizioni della Columbia Britannica, la principale roccaforte del partito.
Il predecessore CCF aveva originariamente la base dei propri consensi nelle province prevalentemente agricole del Manitoba e del Saskatchewan. In seguito CCF prima e NDP dopo ottennero consensi presso i ceti operai delle città della Columbia Britannica e dell'Ontario.
Negli anni '80, però, l'emergere di un partito di protesta di destra nel Canada occidentale, il Partito Riformatore (oggi confluito nel Partito Conservatore del Canada), a partire dalla metà degli anni '90 il suo elettorato è cresciuto soprattutto nelle province marittime, in particolare nella Nuova Scozia.
Alle elezioni del 2011 l'NDP è divenuto a sorpresa il primo partito in Québec, dove ha ottenuto oltre la metà dei seggi conquistati complessivamente. Parte del successo è stato attribuito all'avvicinamento del partito alle ideologie federaliste della provincia francofona. Negli anni successivi la base elettorale in Québec è diminuita.

## Leader
- Tommy Douglas (1961-1971)
- David Lewis (1971-1975)
- Ed Broadbent (1975-1989)
- Audrey McLaughlin (1989-1995)
- Alexa McDonough (1995-2003)
- Jack Layton (2003-2011)

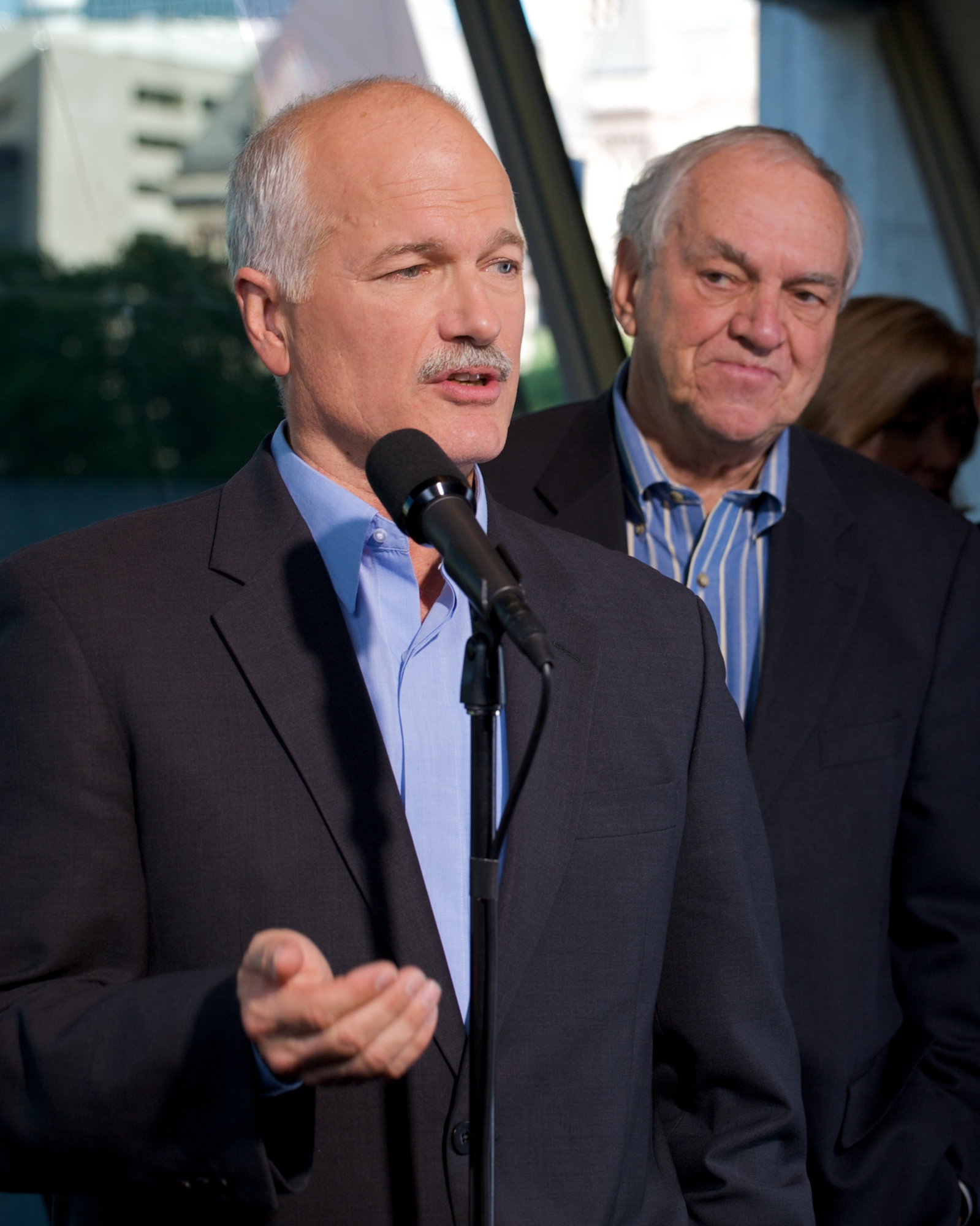
Leader del partito. A destra Ed Broadbent (1975-1989), a sinistra Jack Layton (2003-2011)

- Nycole Turmel (2011-2012; ad interim)
- Thomas Mulcair (2012 - 2017)
- Jagmeet Singh (2017 - 2025)
- Don Davies (2025; ad interim)

## Risultati elettorali
| Elezione      | Voti      | %     | Seggi     |
| ------------- | --------- | ----- | --------- |
| Federali 1962 | 1,044,701 | 13.57 | 19 / 265  |
| Federali 1963 | 1,044,754 | 13.22 | 17 / 265  |
| Federali 1965 | 1,381,658 | 17.91 | 21 / 265  |
| Federali 1968 | 1,378,263 | 16.96 | 22 / 264  |
| Federali 1972 | 1,725,719 | 17.83 | 31 / 264  |
| Federali 1974 | 1,467,748 | 15,44 | 16 / 264  |
| Federali 1979 | 2.048.988 | 17,88 | 26 / 282  |
| Federali 1980 | 2.165.087 | 19,77 | 32 / 282  |
| Federali 1984 | 2.359.915 | 18,81 | 30 / 282  |
| Federali 1988 | 2.685.263 | 20,38 | 43 / 295  |
| Federali 1993 | 939.575   | 6,87  | 9 / 295   |
| Federali 1997 | 1.434.509 | 11,05 | 21 / 301  |
| Federali 2000 | 1.093.868 | 8,51  | 13 / 301  |
| Federali 2004 | 2.127.403 | 15,68 | 19 / 308  |
| Federali 2006 | 2.589.597 | 17,48 | 29 / 308  |
| Federali 2008 | 2.515.288 | 18,18 | 37 / 308  |
| Federali 2011 | 4.508.474 | 30,63 | 103 / 308 |
| Federali 2015 | 3.470.350 | 19,71 | 44 / 338  |
| Federali 2019 | 2.903.722 | 15,98 | 24 / 338  |
| Federali 2021 | 3.036.348 | 17,82 | 25 / 338  |
| Federali 2025 | 1.237.295 | 6,29  | 7 / 343   |